# 매기 스미스
매기 스미스(영어: Maggie Smith)로 잘 알려진 마거릿 내털리 스미스 여사 CH DBE(영어: Dame Margaret Natalie Smith CH DBE, 1934년 12월 28일~2024년 9월 27일)는 영국의 배우이다. 아카데미상 2회, 영국 아카데미 영화상 5회, 골든 글로브상 3회, 로런스 올리비에상 6회, 프라임타임 에미상 4회, 토니상 1회 등 다수의 상들을 받았고 트리플 크라운을 달성했다.
1952년 옥스퍼드 대학교 플레이하우스에서 연극인 경력을 시작했고 브로드웨이 연극에서 열린 〈New Faces of '56〉에서 프로 연극인으로 데뷔했다. 이후 로열 내셔널 시어터와 로열 셰익스피어 컴퍼니에서 활동하며 주디 덴치와 함께 가장 주목받는 영국 극단 배우들 중 1명이 되었다. 그녀는 극단 외에 영화계에서도 활동했으며 해리 포터 시리즈에서 미네르바 맥고나걸을 연기했고 1978년 나일 강의 죽음, 1991년 후크, 1992년 시스터 액트, 1993년 비밀의 화원, 2012년 베스트 엑조틱 메리골드 호텔과 콰르텟, 2015년 더 레이디 인 더 밴 등 여러 영화들에 출연했다.
스미스는 브로드웨이에서 활동하며 1975년 노엘 카워드의 프라이빗 라이브스, 1979년 톰 스토파드의 밤과 낮으로 토니상 수상 후보에 올랐고 1990년 피터 섀퍼의 레티스와 러비지로 토니상 최고의 연극 여배우 상을 받았다. 1969년 미스 진 브로디의 전성기로 아카데미 여우주연상을, 1978년 캘리포니아의 다섯 부부로 아카데미 여우조연상을 받았고 1965년 오델로, 1972년 트래블스 위드 마이 앤트, 1985년 전망 좋은 방, 2001년 고스포드 파크로 아카데미상 수상 후보에 올랐다. 1993년 영국 아카데미 영화상 특별상을 받았고 2010년부터 2015년까지 방영된 영국의 시대극 다운튼 애비에서 바이올렛 크롤리(영어: Violet Crawley)를 연기하며 2003년 HBO의 마이 하우스 인 엄브리아로 프라임타임 에미상을 받은 이후 프라임타임 에미상 3개를 추가로 받았다.
스미스는 예술상 외에 1993년 영국 영화 협회 공로상, 1996년 영국 영화 텔레비전 예술 아카데미 공로상, 2010년 런던 영화 협회 특별상 등 다양한 명예상들을 받았다. 그녀는 1990년 엘리자베스 2세로부터 여사(영어: Dame) 작위를 받았다.

## 주요 출연작
- 더 허니 포트 (1967)
- 미스 진 브로디의 전성기 (1969)
- 5인의 탐정가 (1976)
- 나일 강의 죽음 (1978)
- 캘리포니아의 다섯 부부 (1978)
- 어 프라이빗 펑크션 (1984)
- 전망 좋은 방 (1985)
- 후크 (1991)
- 시스터 액트 (1992)
- 시스터 액트 2 (1993)
- 비밀의 화원 (1993)
- 조강지처 클럽 (1996)
- 워싱턴 스퀘어 (1997)
- 무솔리니와 차 한 잔 (1999)
- 고스포드 파크 (2001)
- 해리 포터와 마법사의 돌 (2001) ... 미네르바 맥고나걸 역
- 해리 포터와 비밀의 방 (2002)
- 라벤더의 연인들 (2004)
- 해리 포터와 아즈카반의 죄수 (2004)
- 해리 포터와 불의 잔 (2005)
- 비커밍 제인 (2007) ... 레이디 그리샴 역
- 해리 포터와 혼혈 왕자 (2009) ... 미네르바 맥고나걸 역
- 시간에서 시간으로 (2009)
- 해리 포터와 죽음의 성물 2부 (2011)
- 베스트 엑조틱 메리골드 호텔 (2012)
- 콰르텟 (2012)
- 마이 올드 레이디 (2014)
- 더 레이디 인 더 밴 (2015, 한국 미개봉)
- 셜록 놈즈 (2018) ... 레이디 블루베리 역 (더빙)
- 크리스마스로 불리는 소년 (2021) ... 루스 역

## 서훈
- 1970년 대영 제국 훈장 3등급(CBE)[13]
- 1990년 대영 제국 훈장 2등급(DBE, 작위급 훈장)[1]
- 2014년 컴패니언 오브 아너(CH; Order of the Companions of Honour)[14]

## 같이 보기
- 아카데미상 최고 기록 목록